# Рогозіха
Рогозі́ха (рос. Рогозиха) — село у складі Павловського району Алтайського краю, Росія. Адміністративний центр Рогозіхинської сільської ради.

## Населення
Населення — 944 особи (2010; 1018 у 2002).
Національний склад (станом на 2002 рік):
- росіяни — 97 %